# 350185 Linnell
350185 Linnell è un asteroide della fascia principale. Scoperto nel 2006, presenta un'orbita caratterizzata da un semiasse maggiore pari a 2,5966169 UA e da un'eccentricità di 0,2538650, inclinata di 5,41593° rispetto all'eclittica.